# Розалия Ибишагова
Розалия Ибишагова е актриса от XIX век, първата българска оперетна актриса.

## Биография
Розалия играе в трупата на арменеца Ибиш ага в Цариград, който е и неин съпруг. Сведенията за нея са оскъдни. Родена е около 1855 година. Майка ѝ е от Охрид. Има сестра Парашкева, която също е актриса. Братовчедка е на Живко Оджаков и близка на оперната актриса Катя Спиридонова. Била е изключително красива. Става актриса към 1873 година.
Умира във Варна в 1930 година.